# Malagawatch 4
Malagawatch 4 est une réserve micmacque située dans le comté d'Inverness en Nouvelle-Écosse dans l'Est du Canada. Elle est administrée par ces cinq Premières nations qui partagent chacune le cinquième du territoire et des habitants :
- Waycobah First Nation
- Wagmatcook First Nation
- Membertou First Nation
- Eskasoni First Nation
- Chapel Island First Nation

## Annexe